# CRMP1
CRMP1‏ (Collapsin response mediator protein 1) هوَ بروتين يُشَفر بواسطة جين CRMP1 في الإنسان.
يُشَفّر هذا الجين عضو من أعضاء عائلة البروتينات الفوسفاتية العُصارِيَّة الخَلَوِيّة المُعَبَّرٌ عنها حصرياً في الجهاز العصبي. يُعتقد أن الجين المُشفّر يُمثّل جزءاً من مسلك انتقال إشارة سيمافورين التي تدخل في انْخِماصٌ مَخْروطُ النُّمُو المُحَرَّض بالسيمافورين خلال النماء العصبي. ويُنتج الوصل المتبادل عدة مغايرات نسخيَّة.
يَتَواسَط CRMP1 تأشير الريلين في الهجرة العصبية القِشرِيَّة. تُظهر الفئران التي تعاني من نقص في CRMP1 خللاً في التأييد طويل الأمد وقصور في التعلم المكاني والذاكرة.